# 航源足球隊
航源足球隊（こうげんそっきゅうたい、英語: Hang Yuen Football Club、繁体字中国語: 航源足球俱樂部）は、台湾新北市に拠点を置くサッカークラブ。国内リーグでは「航源FC」の名称を用いているほか、対外的には「輔大航源 (Fu Jen Hang Yuen)」の呼称が多く用いられる。 
AFCカップグループステージに参加した最初の台湾のチームである。

## 歴史

### 都市対抗リーグ時代
2012年に航源工業 (Air Source Development FC) として設立され、2013年に都市対抗リーグに初参加。初年度は勝ち点7しか獲得できなかったものの、台北市足球隊を上回り辛うじて降格を逃れる。2014年は8チーム中6位で残留したが、2015-16シーズンは14戦全敗の勝ち点0に終わる。 

### 社会人甲級リーグ時代
2017年からの社会人甲級リーグ（台湾プレミアリーグ）創設に併せ、社名の中国語読みである航源FC (Hang Yuen FC) に名称変更、チームの体質改善を目的として、大学リーグで上位の成績にあった輔仁大学と提携を結んだ。 
年間成績はプレーオフで台湾体大を下して3位となったものの、優勝した台湾電力（髙市台電）と2位の大同（北市大同）がAFCクラブライセンスを取得できなかったため、AFCカップ2018グループステージに初出場、台湾のクラブチームとして初めてAFCカップに出場したが、6戦全敗のグループ最下位に終わった。 

## 歴代所属選手
- 下野淳 2020-